# Parkstraße 67 (Mönchengladbach)

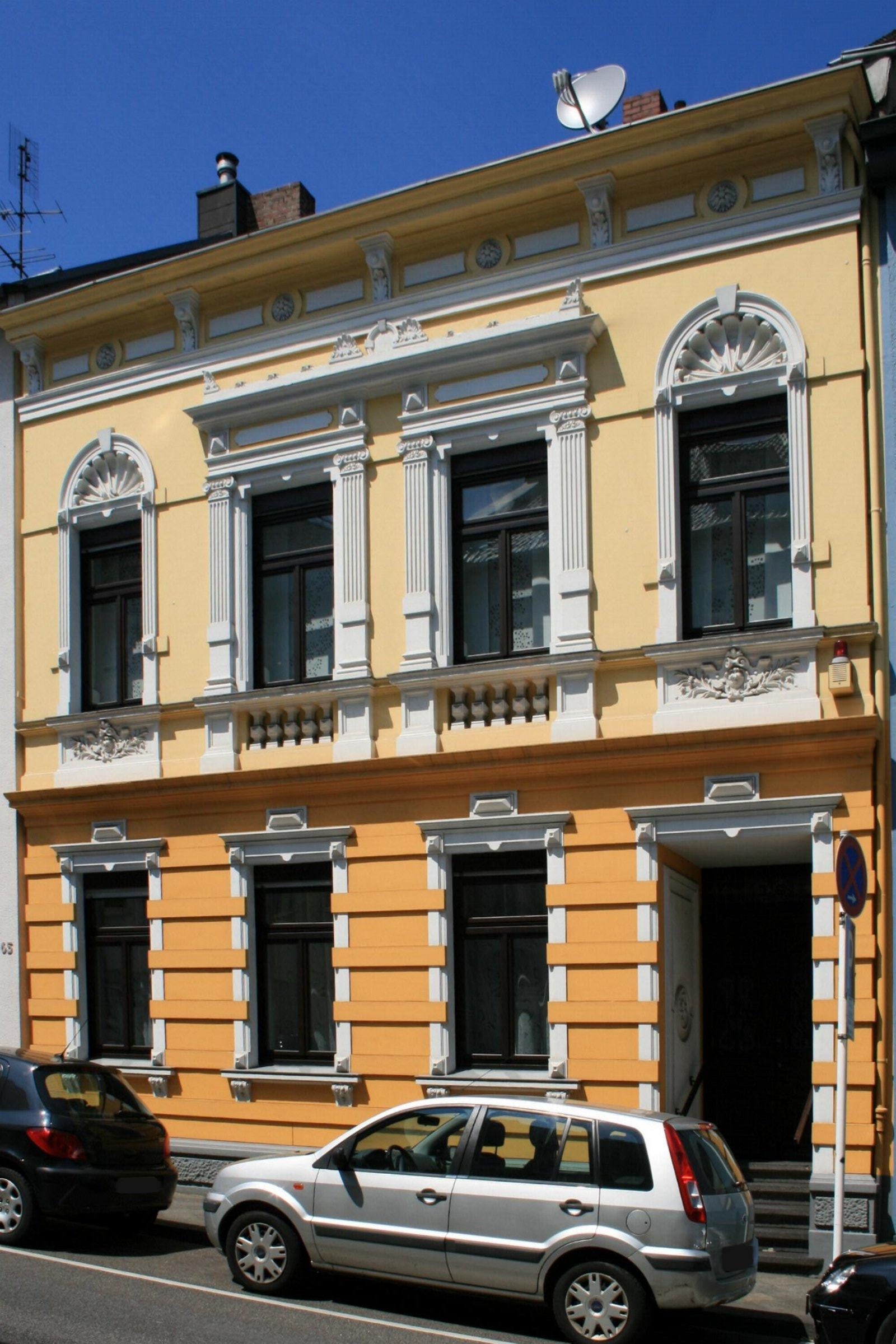
Wohnhaus (2010)

Das Wohnhaus Parkstraße 67 steht in Mönchengladbach (Nordrhein-Westfalen).
Das Gebäude wurde um die Jahrhundertwende erbaut. Es wurde unter Nr. P 001 am 4. Dezember 1984 in die Denkmalliste der Stadt Mönchengladbach eingetragen.

## Architektur
Das Gebäude steht in der Parkstraße in der Nähe zur Oberstadt. Es handelt sich um ein zweigeschossiges Vierfensterhaus mit Satteldach, das um die Jahrhundertwende errichtet wurde.